# 鷹雄
鷹雄（英語：Eagle Way，2012年11月11日—2022年9月12日），是一匹曾經在澳洲和香港出賽的賽駒，來港後練馬師是約翰摩亞。競賽生涯中一勝國際一級賽。

## 簡介
2016年12月11日，「鷹雄」於香港首次出賽便一出即勝，打開其在港的勝利之門。
2016年6月11日，貝湯美策騎「鷹雄」勝出澳洲昆士蘭鷹園馬場的國際一級賽昆士蘭打吡。
2017年4月30日，莫雷拉策騎「鷹雄」勝出國際三級賽皇太后紀念盃。賽後，練馬師約翰摩亞說：「我很高興牠能在港取得如此佳績。最初我們從殷利殊的復活節拍賣會中購入牠，其後運到昆士蘭交由紀拜倫訓練。在其悉心訓練下，馬兒勝出了昆士蘭打吡。因此我們將牠售予蕭百君先生。蕭先生一直是我們馬房最主要的支持者之一，而現時馬兒亦總算沒有令我們失望。」
2018年1月10日，潘頓策騎「鷹雄」勝出國際三級賽一月盃，證實了牠雖然早前由於曾受胸部感染而影響了其備戰12月的一級賽香港瓶，但是已經康復。
2018年11月18日，蘇兆輝策騎「鷹雄」勝出國際二級賽馬會盃，使得蘇兆輝在香港贏得其首場分級賽。「鷹雄」造出新的沙田草地2000米紀錄時間，時間爲1分59秒30，打破了歡樂之光1分59秒53的紀錄，而這個紀錄後來被2019年4月的女皇盃頭馬「勝出光采」所打破。練馬師約翰摩亞旗下另一匹佳駟「美麗傳承」剛於是日早一場賽事以破馬場紀錄時間奪取了國際二級賽馬會一哩錦標，當約翰摩亞得悉「鷹雄」亦創下沙田馬場有史以來二千米途程的最快時間時，不由自主地摸摸自己的頭，興奮地告知太太Fifi：「這亦是馬場紀錄！我們創下了兩項新紀錄 – 好極了！我覺得自己今天有如咸美頓！」
2020年5月3日和5月24日，「鷹雄」先後在潘頓、波健士胯下出戰皇太后紀念盃及香港冠軍暨遮打盃，但連續兩場均大敗而回，兼且患有喘鳴症，於5月25日被獸醫發現左前腿不良於行，其後更於5月28日宣告退役，正式結束其競賽生涯。
2022年9月12日，「鷹雄」於澳洲Segenhoe Group的牧場中逝世。

## 同父馬
曾於香港服役出賽並曾勝出大賽的同父馬包括：
- 勝不驕：曾勝出G3 國慶盃（2023）

## 在港勝出賽事全紀錄
| 比賽日期   | 賽事名稱             | 賽事班次 | 賽道 | 賽事路程 | 比賽馬場   | 名次 | 完成時間 | 騎師   |
| ---------- | -------------------- | -------- | ---- | -------- | ---------- | ---- | -------- | ------ |
| 11/12/2016 | 榮進寶蹄讓賽         | 第二班   | 草地 | 1600米   | 沙田馬場   | 1    | 1:35.96  | 布文   |
| 30/04/2017 | 皇太后紀念盃（讓賽） | G3       | 草地 | 2400米   | 沙田馬場   | 1    | 2:25.48  | 莫雷拉 |
| 10/01/2018 | 一月盃（讓賽）       | G3       | 草地 | 1800米   | 跑馬地馬場 | 1    | 1:50.14  | 潘頓   |
| 18/11/2018 | 中銀香港馬會盃       | G2       | 草地 | 2000米   | 沙田馬場   | 1    | 1:59.30  | 蘇兆輝 |

## 在港一級賽出賽全紀錄
| 比賽日期   | 賽事名稱         | 賽事班次 | 賽道 | 賽事路程 | 比賽馬場 | 名次 | 完成時間 | 騎師   |
| ---------- | ---------------- | -------- | ---- | -------- | -------- | ---- | -------- | ------ |
| 28/05/2017 | 渣打冠軍暨遮打盃 | G1       | 草地 | 2400米   | 沙田馬場 | 3    | 2:29.73  | 莫雷拉 |
| 10/12/2017 | 浪琴表香港瓶     | G1       | 草地 | 2400米   | 沙田馬場 | 8    | 2:27.64  | 貝湯美 |
| 25/02/2018 | 花旗銀行香港金盃 | G1       | 草地 | 2000米   | 沙田馬場 | 6    | 2:01.10  | 貝湯美 |
| 29/04/2018 | 愛彼女皇盃       | G1       | 草地 | 2000米   | 沙田馬場 | 3    | 2:00.88  | 柏寶   |
| 27/05/2018 | 渣打冠軍暨遮打盃 | G1       | 草地 | 2400米   | 沙田馬場 | 4    | 2:28.28  | 莫雷拉 |
| 09/12/2018 | 浪琴表香港瓶     | G1       | 草地 | 2400米   | 沙田馬場 | 4    | 2:27.13  | 蘇兆輝 |
| 17/02/2019 | 花旗銀行香港金盃 | G1       | 草地 | 2000米   | 沙田馬場 | 6    | 2:01.72  | 布文   |
| 28/04/2019 | 富衛保險女皇盃   | G1       | 草地 | 2000米   | 沙田馬場 | 9    | 2:00.12  | 李寶利 |
| 26/05/2019 | 渣打冠軍暨遮打盃 | G1       | 草地 | 2400米   | 沙田馬場 | 9    | 2:29.40  | 郭能   |
| 08/12/2019 | 浪琴表香港瓶     | G1       | 草地 | 2400米   | 沙田馬場 | 10   | 2:26.80  | 麥道朗 |
| 16/02/2020 | 花旗銀行香港金盃 | G1       | 草地 | 2000米   | 沙田馬場 | 5    | 2:02.35  | 薛恩   |
| 26/04/2020 | 富衛保險女皇盃   | G1       | 草地 | 2000米   | 沙田馬場 | 3    | 2:00.53  | 郭能   |
| 24/05/2020 | 渣打冠軍暨遮打盃 | G1       | 草地 | 2400米   | 沙田馬場 | 6    | 2:28.86  | 波健士 |

## 在港以外大賽出賽全紀錄
| 比賽日期   | 賽事名稱        | 賽事班次 | 賽道 | 賽事路程 | 比賽馬場 | 名次 | 完成時間 | 騎師   |
| ---------- | --------------- | -------- | ---- | -------- | -------- | ---- | -------- | ------ |
| 30/04/2016 | Gunsynd Classic | G3       | 草地 | 1630米   | 東奔馬場 | 8    | —        | 夏文利 |
| 14/05/2016 | 粗魯碟          | G3       | 草地 | 2000米   | 東奔馬場 | 4    | —        | 夏文利 |
| 28/05/2016 | 格蘭披治錦標    | G3       | 草地 | 2200米   | 東奔馬場 | 2    | —        | 夏文利 |
| 11/06/2016 | 昆士蘭打吡      | G1       | 草地 | 2400米   | 鷹園馬場 | 1    | 2:32.80  | 貝湯美 |

## 外部連結
- . 2017-04-30  [2017-04-30]. （原始内容存档于2018-12-31）.
- . 2018-01-10  [2018-01-10]. （原始内容存档于2019-01-21）.
- . 2018-11-18  [2018-11-18]. （原始内容存档于2018-11-20）.